# Restauracja Thorna w Krakowie
Restauracja Thorna – nieistniejąca już, dawniej najsłynniejsza na Kazimierzu, restauracja i kawiarnia w Krakowie, przy ulicy Krakowskiej 13, w Kamienicy Na Wolfowem.
Restauracja została założona w 1899 roku przez Hermana Thorna w XVIII-wiecznej Kamienicy Na Wolfowem  na terenie miasta Kazimierz. Następnie restauracja była prowadzona Hirscha Thorna oraz jego synów.
Lokal znajdował się w Kamienicy Na Wolfowem, w jego wykonanej z drewna, renesansowej sali. Restauracja zajmowała się głównie przygotowywaniem dań z kuchni żydowskiej. 
Restauracja Thorna została zlikwidowana w 1939 roku. W okresie swojego istnienia była najsłynniejszą restauracją na Kazimierzu.